# کولاتیو لوسترالیس
کولاتیو لوسترالیس (انگلیسی: Collatio lustralis) در امپراتوری روم مالیاتی بر «تجار به معنای وسیع» بود. این مالیات توسط کنستانتین بزرگ ایجاد شد، اگرچه برخی نشانه‌ها وجود دارد که چنین مالیاتی در زمان سلطنت کالیگولا وجود داشته‌است (به سوئتونیوس در باب زندگی قیصرها مراجعه کنید). هم برای امپراتوری غربی و هم برای شرق اعمال می‌شد. در ابتدا از طلا و نقره جمع‌آوری شد، اما فقط در اواخر قرن چهارم به صورت طلا جمع‌آوری شد. مانند بسیاری از مالیات‌های رومی، این مالیات نه سالانه، بلکه (در اصل) هر چهار سال یکبار جمع‌آوری می‌شد.
این قانون برای همه بازرگانان، وام دهندگان، صنعتگران و سایرین که برای کار خود هزینه دریافت می‌کردند، از جمله روسپی‌ها، اعمال می‌شد. تنها معافیت‌های اولیه پزشکان، معلمان و کشاورزانی بودند که محصولات خود را می‌فروختند.
این مالیات توسط آناستاسیوس یکم در سراسر امپراتوری روم شرقی در سال ۴۹۸ به عنوان بخشی از اصلاحات مالی و پولی او لغو شد.